# Mouvement anthropophage

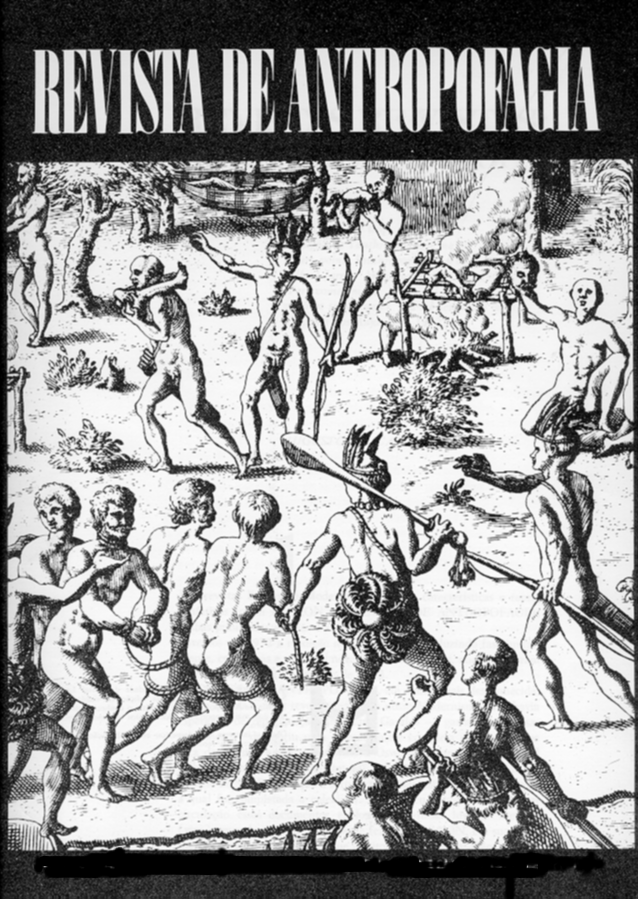
Oswaldo de Andrade, Revue de l’Anthropophagie, Manifesto Antropófago, Volume 1, Numéro 1, septembre 1929. Couverture.

Le mouvement anthropophage, également connu sous les noms d'anthropophagie, d'anthropophagisme ou de mouvement anthropophagique, est un courant artistique brésilien, issu du modernisme brésilien, qui s'est exprimé à la fin des années 1920. S'appuyant sur le Manifeste anthropophage du poète et agitateur Oswald de Andrade, il prône non pas le rejet des cultures étrangères, mais au contraire leur appropriation, leur assimilation, leur imitation, en particulier des cultures européennes.

## Contexte historique
Le Manifeste Anthropophagique, écrit par Oswald de Andrade, a été publié en mai 1928 dans la première édition de la Revue de l’Anthropophagie, moyen de diffusion du mouvement anthropique brésilien. Dans son langage métaphorique, plein d’aphorismes poétiques et d’humour, le manifeste devient l’axe théorique de ce mouvement, qui veut repenser la question de la dépendance culturelle au Brésil.
Le Manifeste est rempli d’influences théoriques, comme les idées de Karl Marx, le développement de la psychanalyse et l’étude du Totem et Tabou, la libération de l’élément primitif de l’homme, proposée par quelques écrivains du surréalisme, comme André Breton, le Manifeste Cannibale Dada, écrit par Francis Picabia en 1920; les questions autour du sauvage discuté par Rousseau et Montaigne et, enfin, la barbarie technique de Hermann Keyserling.
Andrade a analysé le paysage américain à partir de l’opposition de concepts et de catégories dichotomiques, par exemple le modernisme et le primitif, l’industrie et l’indolence, l’Europe et l’Amérique, de la révolution française au romantisme et donc au surréalisme. Ce contraste conceptuel a permis de montrer vos positions et pensées du mouvement moderniste. Il construit un nouveau concept d’anthropophagie, différent de celui de la colonisation.
Le manifeste saisit les principaux problèmes du pays, dérivés de la domination coloniale et rejette tant l’imposition de la culture des centres que l’exaltation d’un indigène européanisé de coupe romantique. L’assimilation des éléments européens dans le but de surmonter le problème de la dépendance culturelle est réalisée à partir de la dévoration anthropophagie.
À partir de la forte charge symbolique et historique du manifeste, Andrade a proposé une nouvelle signification à ce qui fut auparavant une stigmatisation et un synonyme de perversion, raison pour laquelle ces êtres, selon les Européens, devraient être évangélisés. Cependant, dans le manifeste, elle est devenue une nouvelle pratique liée à la sphère culturelle.

## Le caractère politique

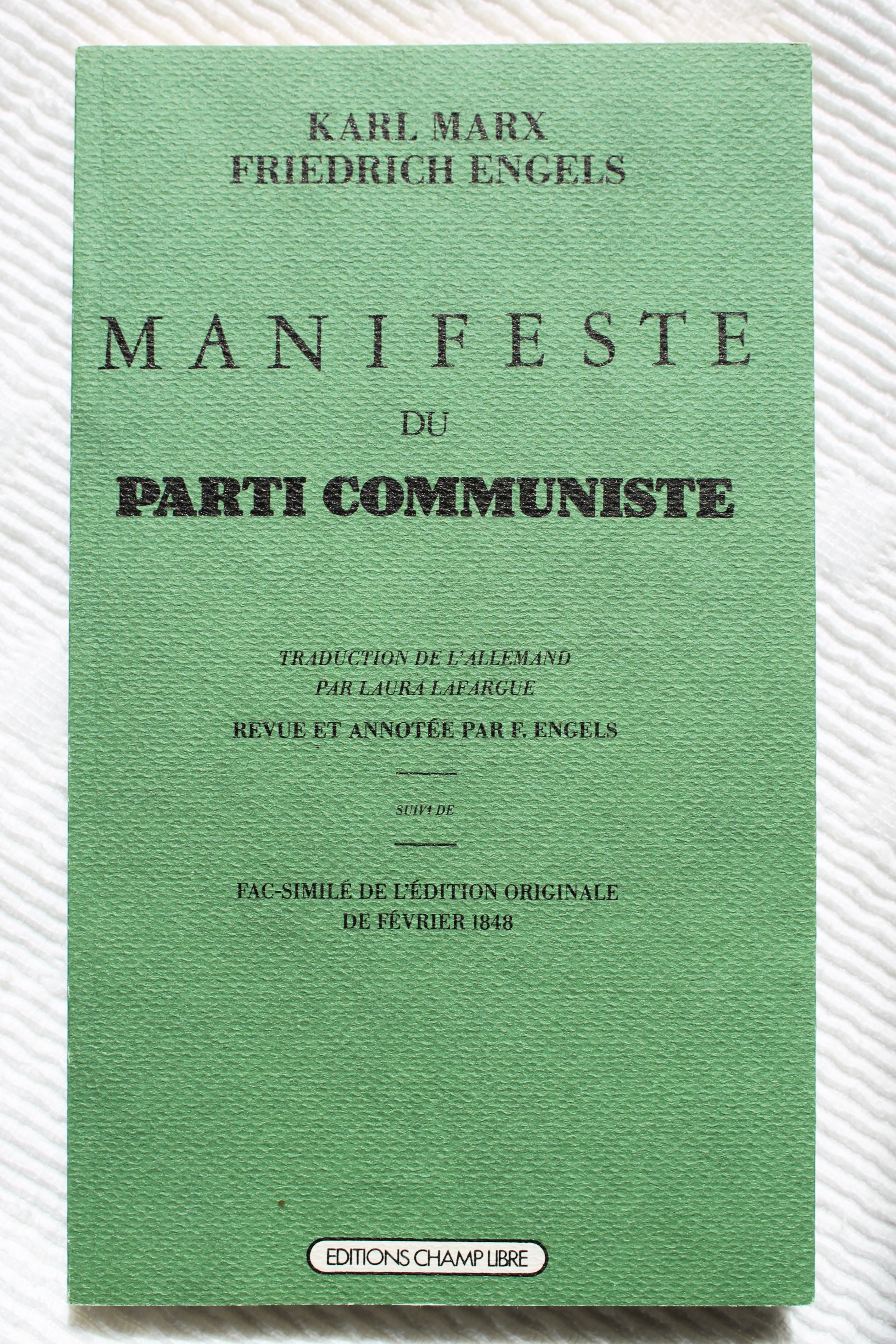
Couverture du Manifeste du Parti communiste, Éditions Champ libre, 1983 [https://www.pressegauche.org/Le-Manifeste-du-parti-communiste-de-Karl-Marx-et-de-Friedrich-Engels-une-oeuvre

Un manifeste, comme son nom l’indique, est la manifestation de la pensée sur un sujet de toute nature —  communément social, politique, culturel. C’est un genre dont la nécessité est d’attirer l’attention d’un groupe afin de dénoncer ou d’alerter un problème d’intérêt général. En gros, les manifestes expriment les tensions idéologiques et les relations polémiques de la société, fonctionnant comme une arme idéologique ou un genre de combat. Plus il circule entre les gens, plus sa répercussion sera large
Ce type de texte est apparu dans les pays de langue française à la fin du Xvie siècle comme un écrit public, où un ou plusieurs politiciens dévoilaient leurs principes, ou expliquaient leur conduite. À partir du Xviie siècle, le manifeste s’est répandu dans d’autres langues comme véhicule pour les déclarations de guerre et autres actes politiques officiels, devenant un genre discursif appartenant au champ pragmatique de la politique. Depuis la deuxième phase de la Révolution française, le manifeste est considéré comme un document révolutionnaire, qui le rapproche des politiques révolutionnaires des périodes suivantes.
L’année 1848 a été emblématique pour les conceptions que le manifeste acquiert, c’est cette année-là que Marx et Engels rédigent à Bruxelles le Manifeste du Parti Communiste, texte devenu un archétype du genre en consacrant une structure rédactionnelle qu’il présente, tout d’abord, une analyse de la situation, puis une présentation programmatique des intentions et des actes de changement.
Cependant, c’est pendant la seconde moitié du Xixe siècle que l’on observe non seulement la prolifération des manifestes politiques, mais aussi l’appropriation du genre par des groupes artistiques et littéraires. Ainsi, en rendant possible l’émergence d’un thème, le manifeste souligne la nécessité d’une réorientation complète d’un domaine - culturel, politique, historique.
De cette façon, tout manifeste, y compris artistique, possède un ton politique, un élément d’appel, d’urgence, direct et bref, façonné par l’étanchéité et la mutabilité, dont l’esthétique, qui est aussi art, est immergée dans un acte de communication qui dépasse les limites de l’émetteur et du récepteur, du milieu et du message.

## Révolution socioculturelle
La Revista de Antropofagia eut deux moments : le premier eut lieu avec la publication de dix éditions de manière autonome, en échange de la seconde occasion furent publiés dans le Diário de São Paulo et s’étendit sur seize publications. Les auteurs de ces publications, dont Oswald de Andrade, cherchaient à insérer le Brésil dans le mouvement moderniste, en prenant ces airs de renouveau comme une renaissance de la pensée nationale, en transitant d’abord par les racines primitives de la région et en récupérant ainsi les origines. Ce mouvement lui a permis d’acquérir un caractère identitaire, de sorte que les vertus de la culture métisse brésilienne et l’opposition à la culture européenne ont été mises en évidence.

Les modernistes brésiliens ont pris cette image de l’anthropophagie pour la construction de leur identité culturelle et en ont fait un symbole de lutte pour la libération de la dépendance intellectuelle européenne. Dans son contenu, Oswald propose l’anthropophagie comme une vision du monde, une stratégie de culture qui a permis aux peuples colonisés de résister face à une culture hégémonique qui leur a été imposée : 
Seule l’Anthropophagie nous unit. Socialement. Économiquement. Philosophiquement. ——— Unique loi du monde. Expression masquée de tous les individualismes, de tous les collectivismes. De toutes les religions. De tous les traités de paix. (ANDRADE, 1929)
Par ces mots, il a cherché à influencer et à innover à travers un concept qui avait une signification condamnatoire, permettant au lecteur de dimensionner l’ampleur du terme et le place à un niveau superlatif, en se consolidant comme une base guide pour comprendre les destinées du monde.

L’auteur Boaventura de Sousa Santos a souligné dans son livre Epistemologies of the South : Justice Against Epistemicide (2014) le fragment du manifeste qui mentionne le besoin qu’il a, comme art nouveau, de déglutir l’étranger pour le connaître, car sans connaissance il n’y a pas d’incorporation de nouveaux concepts. Cet acte est devenu fondamental pour le processus de la création artistique, comme le dit le manifeste :
Seul m’intéresse ce qui n’est pas mien. Loi de l’homme. Loi de l’anthropophage. [...] Contre tous les importateurs de conscience en boîte. L’existence palpable de la vie. Et la mentalité prélogique, objet d’études pour M. Lévy-Bruhl [...] J’ai demandé à un homme ce qu’était le Droit24. Il m’a répondu que c’était la garantie de l’exercice de la possibilité. Cet homme s’appelait Galli Mathias. Je l’ai mangé.[...] Anthropophagie. Absorption de l’ennemi sacré. Pour le transformer en totem. L’humaine aventure. La terrestre finalité. Mais seules les pures élites sont parvenues à réaliser l’anthropophagie charnelle, qui porte en elle le sens le plus élevé de la vie et évite tous les maux identifiés par Freud, maux catéchétiques. (ANDRADE, 1929)
Le manifeste a abordé la nécessité de connaître l’autre à partir de l’action de l’avaler, de l’assimiler, pour absorber ses nutriments, conceptions, valeurs et significations. Ainsi, se connaître, s’approprier l’autre pour s’interroger et se repenser est une façon de concevoir l’identité latino-américaine.